# Sergiy Matveyev
Pour les articles homonymes, voir Matveyev.
Sergiy Matveyev, né le 29 janvier 1975 à Myronivka en Ukraine, est un coureur cycliste ukrainien spécialiste du contre-la-montre.  Il a été membre de l'équipe Ceramica Panaria-Navigare de 2001 à 2007,. Il est depuis 2010, directeur sportif chez ISD Continental.

## Palmarès sur route

### Carrière amateur
- 1994
  - 2e du Tour de Yougoslavie
- 1996
  -  Médaillé de bronze du championnat du monde militaires du contre-la-montre
- 1999
  -  Champion d'Ukraine du contre-la-montre
  - 2e de la Clásica Memorial Txuma
- 2000
  - Florence-Viareggio
  - Grand Prix d'Europe (avec Dario Andriotto)
  - Gara Ciclistica Montappone
  - 2e du Giro d'Oro
  - 2e de Milan-Tortone
  - 3e du Piccola Sanremo
  - 8e du championnat du monde du contre-la-montre

### Carrière professionnelle
- 2001
  - 1re étape du Circuit des mines
- 2002
  - 3e étape du Circuit des mines
  - 3e du championnat d'Ukraine du contre-la-montre
- 2003
  -  Champion d'Ukraine du contre-la-montre[1]
  - 2e du championnat d'Ukraine sur route
  - 3e de la Coppa Bernocchi
- 2004
  - Florence-Pistoia[3]
  - 2e du championnat d'Ukraine du contre-la-montre
- 2005
  - Florence-Pistoia
  - 2e du championnat d'Ukraine du contre-la-montre
- 2006
  - 9e étape du Tour de Langkawi[1]
- 2007
  - Grand Prix de Rennes[4].
  - 2e du championnats d'Ukraine du contre-la-montre
- 2008
  - 2e du championnats d'Ukraine du contre-la-montre

### Résultat sur le Tour d'Italie
1 participation 
- 2006 : 142e

### Classements mondiaux
| Année         | 2006 | 2007 | 2008 | 2009 |
| ------------- | ---- | ---- | ---- | ---- |
| UCI Asia Tour | 88e  |      |      | 286e |

## Palmarès sur piste

### Jeux olympiques
- Sydney 2000
  -  Médaillé d'argent de la poursuite par équipes (avec Sergiy Chernyavski, Alexandre Symonenko et Oleksandr Fedenko)

### Championnats du monde
- Bogota 1995
  -  Médaillé d'argent de la poursuite par équipes
- Perth 1997
  -  Médaillé d'argent de la poursuite par équipes
- Bordeaux-Lac 1998
  -  Champion du monde de poursuite par équipes (avec Alexander Simonenko, Alexander Fedenko et Ruslan Pidgornyy)

### Coupe du monde
- 1998
  - 2e de la poursuite à Berlin
  - 2e de la poursuite par équipes à Berlin
  - 3e de la poursuite par équipes à Hyères